# Edifenphos
Edifenphos ist eine chemische Verbindung aus der Gruppe der Thiophosphorsäureester.
Edifenphos wurde 1966 von Bayer als systemisches, protektiv und kurativ wirksames, Fungizid eingeführt.

## Gewinnung und Darstellung
Edifenphos kann durch Reaktion von Thiophenol mit Ethylphosphordichloridat (Ethanol + Phosphoroxychlorid) gewonnen werden.

## Verwendung
Der Wirkstoff hemmt die Phosphatidylsynthese. Unter dem Handelsnamen Hinosan wurde es gegen den Reisbrandpilz (Pyricularia oryzae) und Corticium sasakii im Reisanbau eingesetzt.

## Zulassung
In den Staaten der EU und in der Schweiz sind keine Pflanzenschutzmittel mit diesem Wirkstoff zugelassen.